# Président de la république du Guatemala
Le président de la république du Guatemala (en espagnol : Presidente de la República de Guatemala) est le chef d'État et de gouvernement du Guatemala. Il est élu pour quatre ans au suffrage universel direct. L'actuel titulaire est Bernardo Arévalo depuis le 15 janvier 2024.
La fonction désigne habituellement le chef de l'État guatémaltèque depuis 1844, lorsque ce titre fut donné à José Rafael Carrera, antérieurement à la tête du gouvernement en tant que général et caudillo depuis 1840. Précédemment, le Guatemala était un État au sein des Provinces unies d'Amérique centrale depuis 1823 et avant cela il appartenait à l'Empire mexicain sous Agustín de Iturbide, dirigé avant 1821 par le capitaine général du Guatemala, un officier colonial espagnol faisant allégeance au vice-roi de Nouvelle-Espagne au roi d'Espagne, à l'époque de la conquête de la région par l'Espagne au début du XVIe siècle.

## Mode de scrutin
Le président guatémaltèque est élu au scrutin uninominal majoritaire à deux tours pour un mandat de quatre ans non renouvelable. Si aucun candidat ne recueille la majorité absolue des suffrages exprimés au premier tour, un second est convoqué entre les deux candidats arrivés en tête au premier, et celui recueillant le plus de suffrages l'emporte. Chaque candidat se présente avec un colistier, lui même candidat à la vice présidence. Tous deux doivent être âgés de plus de quarante ans et posséder la nationalité guatémaltèque de naissance.
Le vice président remplace le président en cas de vacance du pouvoir, jusqu'au terme de son mandat de quatre ans. Il ne peut se présenter lui même à une élection présidentielle que si ce remplacement n'a pas duré plus de deux ans, tout comme un président dont le mandat a été interrompu. En cas d'empêchement simultané du président et du vice président, le Congrès de la République élit un président à la majorité qualifiée des deux tiers du total de ses membres, pour la durée restante du mandat en cours.

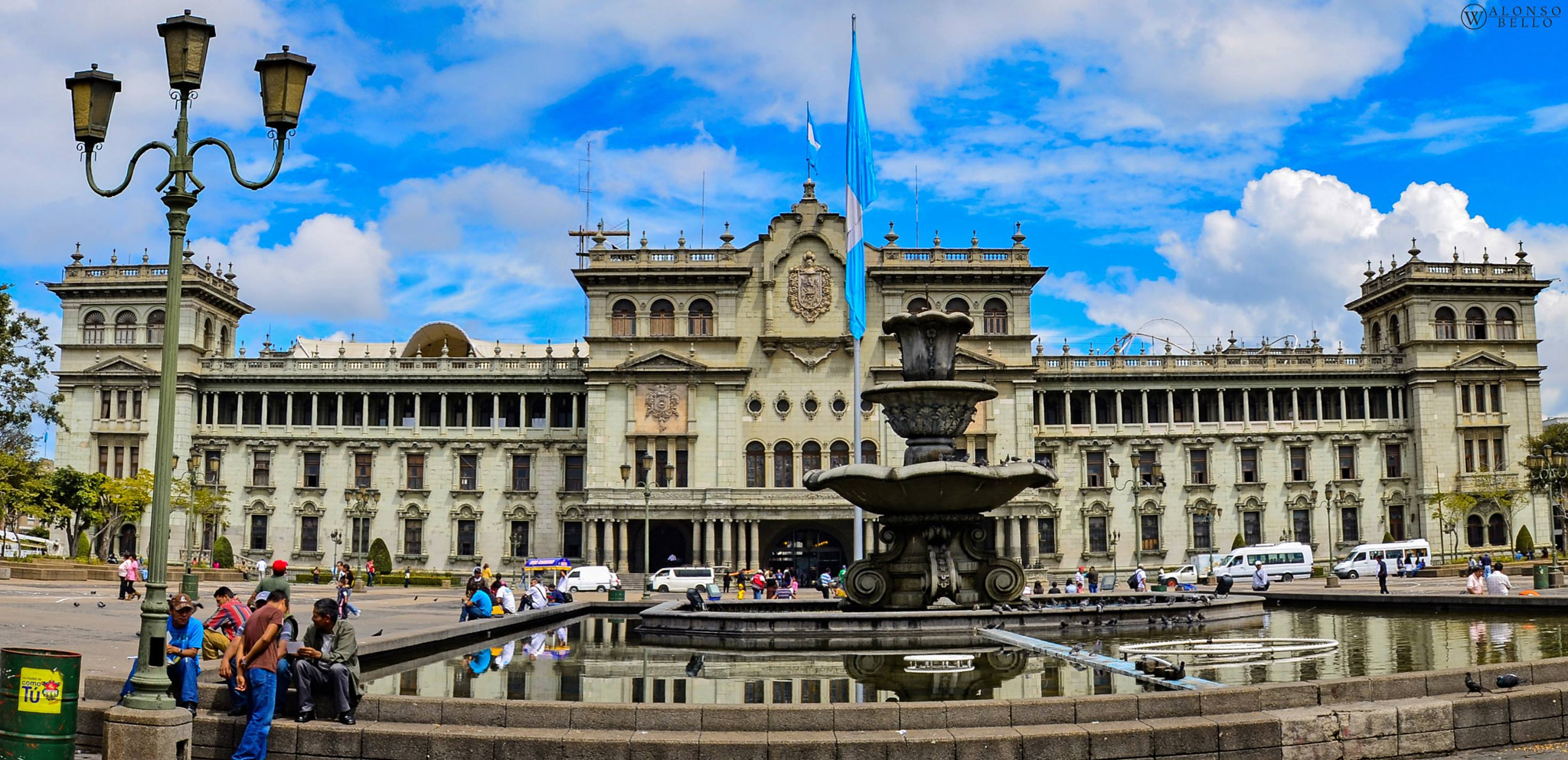
Le Palais national, siège de la présidence du Guatemala.

## Liste des présidents de la république du Guatemala
| Image | Nom                            | Début du mandat   | Fin du mandat     | Naissance – Décès |
| --- | ------------------------------ | ----------------- | ----------------- | ----------------- |
| | Mariano Rivera Paz             | 3 décembre 1839   | 25 février 1842   | 1804 – 1849       |
| | José Venancio López            | 25 février 1842   | 14 mai 1842       | 1791 – 1863       |
| | Mariano Rivera Paz             | 14 mai 1842       | 11 décembre 1844  | 1804 – 1849       |
| | Rafael Carrera                 | 11 décembre 1844  | 16 août 1848      | 1814 – 1865       |
| | Juan Antonio Martínez          | 16 août 1848      | 28 novembre 1848  | 1794 – 1854       |
| | José Bernardo Escobar          | 28 novembre 1848  | 3 janvier 1849    | 1797 – 1849       |
| | Mariano Paredes                | 3 janvier 1849    | 6 novembre 1851   | 1800 – 1856       |
| | Rafael Carrera                 | 6 novembre 1851   | 14 avril 1865     | 1814 – 1865       |
| | Pedro de Aycinena y Piñol      | 14 avril 1865     | 24 mai 1865       | 1802 – 1897       |
| | Vicente Cerna Sandoval         | 24 mai 1865       | 29 juin 1871      | 1815 – 1885       |
| | Miguel García Granados         | 29 juin 1871      | 4 juin 1873       | 1809 – 1878       |
| | Justo Rufino Barrios           | 4 juin 1873       | 2 avril 1885      | 1835 – 1885       |
| | Alejandro M. Sinibaldi         | 2 avril 1885      | 5 avril 1885      | 1825 – 1896       |
| | Manuel Barillas                | 6 avril 1885      | 15 mars 1892      | 1864 – 1907       |
| | José María Reina Barrios       | 15 mars 1892      | 8 février 1898    | 1853 – 1898       |
| | Manuel José Estrada Cabrera    | 8 février 1898    | 15 avril 1920     | 1857 – 1924       |
| | Carlos Herrera y Luna          | 15 avril 1920     | 10 décembre 1921  | 1856 – 1930       |
| | José María Orellana            | 10 décembre 1921  | 26 septembre 1926 | 1872 – 1926       |
| | Lázaro Chacón González         | 26 septembre 1926 | 2 janvier 1931    | 1873 – 1931       |
| | José María Reina Andrade       | 2 janvier 1931    | 14 février 1931   | 1860 – 1947       |
| | Jorge Ubico Castañeda          | 14 février 1931   | 4 juillet 1944    | 1878 – 1946       |
| | Juan Federico Ponce Vaides     | 4 juillet 1944    | 20 octobre 1944   | 1889 – 1956       |
| Du 20 octobre 1944 au 15 mars 1945, le pays est dirigé par une junte militaire composée de Francisco Javier Arana, Jacobo Arbenz Guzmán, et Jorge Toriello Garrido.                  |                                |                   |                   |                   |
| | Juan José Arévalo              | 15 mars 1945      | 15 mars 1951      | 1904 – 1990       |
| | Jacobo Árbenz Guzmán           | 15 mars 1951      | 27 juin 1954      | 1913 – 1971       |
| | Carlos Enrique Díaz de León    | 27 juin 1954      | 28 juin 1954      | 1910 – 1971       |
| Du 29 juin 1954 au 8 juillet 1954, le pays est dirigé par une junte conduite par le général Elfego Hernán Monzón Aguirre                                                             |                                |                   |                   |                   |
| Du 9 juillet 1954 au 26 juillet 1957, le pays est dirigé par une junte conduite par Carlos Castillo Armas                                                                            |                                |                   |                   |                   |
| | Luis Arturo González López     | 27 juillet 1957   | 24 octobre 1957   | 1914 – 1957       |
| Du 24 octobre 1957 au 26 octobre 1957, le pays et dirigé par une junte militaire conduite par Óscar Mendoza Azurdia.                                                                 |                                |                   |                   |                   |
| | Guillermo Flores Avendaño      | 27 octobre 1957   | 2 mars 1958       | 1894 – 1992       |
| | Miguel Ydígoras Fuentes        | 2 mars 1958       | 31 mars 1963      | 1895 – 1982       |
| | Enrique Peralta Azurdia        | 31 mars 1963      | 1er juillet 1966  | 1908 – 1997       |
| | Julio César Méndez Montenegro  | 1er juillet 1966  | 1er juillet 1970  | 1915 – 1996       |
| | Carlos Manuel Arana Osorio     | 1er juillet 1970  | 1er juillet 1974  | 1918 – 2003       |
| | Kjell Eugenio Laugerud García  | 1er juillet 1974  | 1er juillet 1978  | 1930 – 2009       |
| | Fernando Romeo Lucas García    | 1er juillet 1978  | 23 mars 1982      | 1923 – 2006       |
| De 1982 à 1986, le pays est dirigé par une junte conduite par Efraín Ríos Montt puis Oscar Mejía Víctores. Le pays subit une guerre civile et un génocide des populations indigènes. |                                |                   |                   |                   |
| | Vinicio Cerezo                 | 14 janvier 1986   | 14 janvier 1991   | 1942 –            |
| | Jorge Serrano Elías            | 14 janvier 1991   | 31 mai 1993       | 1945 –            |
| | Gustavo Adolfo Espina Salguero | 31 mai 1993       | 5 juin 1993       | 1946 – 2024       |
| | Ramiro de León Carpio          | 6 juin 1993       | 14 janvier 1996   | 1942 – 2002       |
| | Álvaro Arzú                    | 14 janvier 1996   | 14 janvier 2000   | 1946 – 2018       |
| | Alfonso Portillo               | 14 janvier 2000   | 14 janvier 2004   | 1951 –            |
| | Óscar Berger                   | 14 janvier 2004   | 14 janvier 2008   | 1946 –            |
| | Álvaro Colom                   | 14 janvier 2008   | 14 janvier 2012   | 1951 – 2023       |
| | Otto Pérez Molina              | 14 janvier 2012   | 2 septembre 2015  | 1950 –            |
| | Alejandro Maldonado Aguirre    | 3 septembre 2015  | 14 janvier 2016   | 1936 –            |
| | Jimmy Morales                  | 14 janvier 2016   | 14 janvier 2020   | 1969 –            |
| | Alejandro Giammattei           | 14 janvier 2020   | 14 janvier 2024   | 1956 -            |
| | Bernardo Arévalo               | 15 janvier 2024   | en fonction       | 1958 -            |